# Оберландер, Хельмут
Хе́льмут Оберла́ндер (нем. и англ. Helmut Oberlander; 15 февраля 1924, село Молочанск, Екатеринославская губерния, Украинская ССР, СССР — 20 сентября 2021, Уотерлу, Онтарио, Канада) — бывший гражданин Канады и СССР немецкого происхождения, переводчик айнзацгруппы D.

## Биография
Хельмут Оберландер родился 15 февраля 1924 года в меннонитском селе Молочанск (до 1915 года — Гальбштадт) Екатеринославской губернии. До начала Второй мировой войны проживал на Украине. После оккупации Украинской ССР немецкими войсками в 1941 году Оберландер был призван в Вермахт в качестве переводчика. Также в его обязанности входило прослушивание и перевод советских радиопереговоров и посредничество в переговорах с мирным населением на оккупированных территориях, позже Оберландер был привлечён для охраны коммуникаций от советских партизан.

### Возможное участие в военных преступлениях
Согласно данным центра Симона Визенталя, Хельмут Оберландер с сентября 1941 по июль 1943 года служил в СД, в частности в зондеркоманде 10А, входящей в состав Айнзацгруппы D, принимал самое прямое участие в уничтожении цыган и евреев на оккупированной территории Украинской ССР и причастен к убийству по меньшей мере 23 тысяч человек. В январе 1943 года он был награждён Железным крестом II степени. В июле 1943 года после расформирования зондеркоманды 10А был переведён в регулярные войска Вермахта, в составе которых воевал на Восточном фронте до конца 1944 года, после чего, получив ранение, был переведён в тыловой госпиталь, где и встретил окончание войны.

## Жизнь после войны и судебные преследования
После завершения Второй мировой войны Хельмут Оберландер обосновался в городе Карлсруэ, находившимся сначала в американской зоне оккупации Германии, а затем в составе ФРГ. В 1954 году он вместе с женой Маргарит Оберландер эмигрировал в Канаду и поселился в Уотерлу, провинция Онтарио. Работал в строительном бизнесе. В 1960 году, скрыв факты своей службы в айнзацгруппе D, получил гражданство Канады.
В 1995 году правительство Канады, узнав о факте сокрытия при эмиграции в 1954 году Оберландером информации о службе в зондеркоманде, инициировало против него судебное разбирательство, затянувшееся на 5 лет. Сам 71-летний подсудимый и его адвокаты признали факты службы в эскадроне смерти, при этом отрицая любое участие в военных преступлениях или преступлениях против человечности. Оберландер, в частности, заявил, что вся его деятельность в период службы в зондеркоманде 10А заключалась в «переводе языка, начистке солдатских сапог, а позже в охране коммуникаций от советских партизан». 28 февраля 2000 года суд признал вину Хельмута Оберландера в совершении военных преступлений недоказанной и прекратил судебный процесс.
В октябре 2008 года по вновь открывшимся обстоятельствам Хельмут Оберландер всё же был лишён гражданства Канады. Тем не менее в ноябре 2009 года по апелляции адвокатов подсудимого решение было аннулировано и Оберландеру вернули гражданство.
После нескольких судебных процессов, проходивших в период с 2012 по 2017 год, степень вины Хельмута Оберландера в причастности к совершению военных преступлений против мирного населения на территории Украины в период с 1941 по июль 1943 года была определена как «значительная» и 25 июля 2017 года он был окончательно лишён гражданства Канады. В сентябре 2018 года адвокаты Оберландера вновь обжаловали приговор, однако апелляционный суд Канады отклонил их ходатайство 25 апреля 2019 года, признав решение о лишении Хельмута Оберландера канадского гражданства законным и обоснованным.
В феврале 2020 года Оберландер всё ещё находился в Канаде и подал новую апелляцию против своей запланированной депортации. В октябре 2020 года он проиграл апелляцию в Совете по иммиграции и беженцам, что должно было повлечь начало слушания дела о депортации. В апреле 2021 года Федеральный суд Канады отклонил попытку адвокатов Оберландера приостановить процедуру депортации.
Умер 20 сентября 2021 года.